# Brettus
Brettus is een geslacht van spinnen uit de familie springspinnen (Salticidae).

## Soorten
De volgende soorten zijn bij het geslacht ingedeeld:
- Brettus adonis Simon, 1900
- Brettus albolimbatus Simon, 1900
- Brettus anchorum Wanless, 1979
- Brettus celebensis (Merian, 1911)
- Brettus cingulatus Thorell, 1895
- Brettus madagascarensis (Peckham & Peckham, 1903)
- Brettus storki Logunov & Azarkina, 2008